# Ulolonche consopita
Ulolonche consopita är en fjärilsart som beskrevs av Augustus Radcliffe Grote 1881. Ulolonche consopita ingår i släktet Ulolonche och familjen nattflyn. Inga underarter finns listade i Catalogue of Life.